# Deodato Guinaccia
Deodato Guinaccia  dit Deodato Napolitano (Naples, v. 1510 - 1585) est un peintre italien de la Renaissance qui a été actif à Messine au XVIe siècle.

## Biographie
Deodato Guinaccia à Naples, fut l'élève du peintre Polidoro da Caravaggio.
Lors de la mort de son maître, il acheta tout ce qui faisait partie de son atelier de peinture et continua à soutenir son école. Il termina  aussi certains tableaux inachevés comme la Nativité dans l'église de l'Alto-Basso.
Francesco Comandè et Cesare di Napoli furent de ses élèves.

## Œuvres
- Trinité (1577), église de la Confraternità de Pellegrini, Messine, Sicile.
- Transfiguration, église de San Salvatore de Greci, Messine.
- Adoration du Christ enfant, église de San Giacomo (Milazzo), Messine.
- Nativité, église des Capucins, Ragusa.
- Martyre de sainte Lucie, église de Santa Lucia alla Badia, Syracuse.
- Immaculée Conception, église de Santa Maria del Gesù, Messine.
- Assomption, Chiesa Madrice (Cathédrale), Gela.
- Vierge du Rosaire et saints (1574), Oratorio del Rosario, église de Santa Lucia del Mela, Messine.
- Portement de la Croix, église de Santa Nunziata, Catane[2].
- Annonciation faite à Marie (1551), église des Teresiani, Porta Reale

## Sources
- (en) Cet article est partiellement ou en totalité issu de l’article de Wikipédia en anglais intitulé « Deodato Guinaccia » (voir la liste des auteurs).